# Виллер, Клаудиу
Клаудиу Виллер (порт. Claudio Jorge Willer, 2 декабря 1940, Сан-Паулу — 13 января 2023, Сан-Паулу) — бразильский поэт, переводчик, эссеист и критик.

## Жизнь и карьера
Имея немецко-еврейское происхождение, Виллер окончил факультет психологии Университета Сан-Паулу (USP) (1966) и факультет социальных и политических наук Фондовой школы социологии и политики Сан-Паулу (1963) и получил докторскую степень по литературе, в области сравнительных исследований португальской литературы, с диссертацией Um Obscuro Encanto: Gnose, Gnosticismo e a Poesia Moderna (Непонятное очарование: гнозис, гностицизм и современная поэзия), одобренной с отличием 28 марта 2008 года. В 2011 году он завершил постдокторантуру также по литературе в Университете Сан-Паулу, написав эссе на тему «Странные религии, мистика и поэзия».
Его поэтические произведения выделяются своей связью с сюрреализмом и бит-поколением. Виллер также работал переводчиком, переводя на португальский язык произведения Лотреамона, Антонена Арто, Аллена Гинзберга и Джека Керуака. Наряду с Сержиу Лимой и Роберто Пивой, он был одним из немногих бразильских поэтов, упомянутых в обзоре сюрреализма в Сан-Паулу, опубликованном в феврале 1965 года французским периодическим изданием La Bréche - Action Surréaliste под руководством Андре Бретона.
Как критик и эссеист он писал для нескольких бразильских газет: Jornal da Tarde, Jornal do Brasil (раздел Ideias), Folha de S. Paulo, O Estado de S. Paulo, Correio Braziliense, журналов Isto É и Cult, а также для альтернативных журналов и независимых печатных изданий: газеты Versus, журнала Singular and Plural, газеты O Escritor da UBE, Linguagem Viva, Muito Mais, Página Central, Reserva Cultural (cinema) и других.
Виллер умер от рака мочевого пузыря в Сан-Паулу 13 января 2023 года в возрасте 82 лет.

## Избранные произведения

### Поэзия
- Anotações para um apocalipse. São Paulo:   Massao Ohno Editor, 1964.
- Dias circulares. São Paulo: Massao Ohno Editor, 1976.
- Jardins da Provocação. São Paulo: Massao Ohno/Roswitha Kempf Editores, 1981.
- Estranhas Experiências, Rio de Janeiro: Lamparina, 2004.
- Poemas para leer en voz alta, поэзия, переведено Евой Шнелль, postfaceby Floriano Martins, Editorial Andrómeda, San José, Costa Rica, 2007.
- A verdadeira história do século XX, poesia, Lisboa, Portugal: Apenas Livros – Cadernos Surrealistas Sempre, 2015; Brazilian edition: São Paulo, Córrego, 2016.
- Extrañas experiencias, poesia 1964-2004, Claudio Willer, Nulu Bonsai Editora, Buenos Aires, 2018; переведено Thiago Souza Pimentel, фотографии Irupê Tenório, вступление и обзор Reynaldo Jiménez. При поддержке Министерства иностранных дел Бразилии аргентинское издание Estranhas experiências.

### Проза и эссе
- Dias ácidos, noites lisérgicas, crônicas, São Paulo: Córrego, 2019.
- "Os rebeldes: Geração Beat e anarquismo místico, ensaio", Porto Alegre: L&PM, 2014.
- "Manifestos 1964-2010", Rio de Janeiro: Azougue editorial, 2013.
- Volta, narrativa em prosa, São Paulo: Iluminuras, 1996 (3ª edição: 2004).
- Geração Beat. Porto Alegre: L&PM Pocket (coleção Encyclopaedia), 2009.
- Um obscuro encanto: gnose, gnosticismo e a poesia moderna. Rio de Janeiro: Civilização Brasileira, 2010.